# National Hockey League 1969/1970
National Hockey League 1969/1970 var den 53:e säsongen av NHL. 12 lag spelade 76 matcher i grundserien innan Stanley Cup inleddes den 8 april 1970. Stanley Cup vanns av Boston Bruins som tog sin fjärde titel, efter finalseger mot St. Louis Blues med 4-0 i matcher.
St Louis spelade final för tredje året i rad utan att lyckas vinna en finalmatch.
Den legendariske målvakten Terry Sawchuk spelade sin sista säsong i NHL. Han hade varit aktiv i NHL sedan säsongen 1949/50, och bland annat spelat för Detroit Red Wings, Boston Bruins och New York Rangers.
Boston Bruins Bobby Orr vann poängligan på 120 poäng, 33 mål och 87 assist.

## Grundserien

### East Division
| Nr | Lag                 | S  | V  | O  | F  | GM  | IM  | MS  | P  |
| -- | ------------------- | -- | -- | -- | -- | --- | --- | --- | -- |
| 1  | Chicago Black Hawks | 76 | 45 | 9  | 22 | 250 | 170 | +80 | 99 |
| 2  | Boston Bruins       | 76 | 40 | 19 | 17 | 277 | 216 | +61 | 99 |
| 3  | Detroit Red Wings   | 76 | 40 | 15 | 21 | 246 | 199 | +47 | 95 |
| 4  | New York Rangers    | 76 | 38 | 16 | 22 | 246 | 189 | +57 | 92 |
| 5  | Montreal Canadiens  | 76 | 38 | 16 | 22 | 244 | 201 | +43 | 92 |
| 6  | Toronto Maple Leafs | 76 | 29 | 13 | 34 | 222 | 242 | −20 | 71 |

### West Division
| Nr | Lag                   | S  | V  | O  | F  | GM  | IM  | MS   | P  |
| -- | --------------------- | -- | -- | -- | -- | --- | --- | ---- | -- |
| 1  | St. Louis Blues       | 76 | 37 | 12 | 27 | 224 | 179 | +45  | 86 |
| 2  | Pittsburgh Penguins   | 76 | 26 | 12 | 38 | 182 | 238 | −56  | 64 |
| 3  | Minnesota North Stars | 76 | 19 | 22 | 35 | 224 | 257 | −33  | 60 |
| 4  | Oakland Seals         | 76 | 22 | 14 | 40 | 169 | 243 | −74  | 58 |
| 5  | Philadelphia Flyers   | 76 | 17 | 24 | 35 | 197 | 225 | −28  | 58 |
| 6  | Los Angeles Kings     | 76 | 14 | 10 | 52 | 168 | 290 | −122 | 38 |

## Poängligan
Not: SP = Spelade matcher, M = Mål, A = Assists, Pts = Poäng
| Spelare         | Lag                   | SP | M  | A  | Pts |
| --------------- | --------------------- | -- | -- | -- | --- |
| Bobby Orr       | Boston Bruins         | 76 | 33 | 87 | 120 |
| Phil Esposito   | Boston Bruins         | 76 | 43 | 56 | 99  |
| Stan Mikita     | Chicago Black Hawks   | 76 | 39 | 47 | 86  |
| Phil Goyette    | St. Louis Blues       | 72 | 29 | 49 | 78  |
| Walt Tkaczuk    | New York Rangers      | 76 | 27 | 50 | 77  |
| Jean Ratelle    | New York Rangers      | 75 | 32 | 42 | 74  |
| Red Berenson    | St. Louis Blues       | 67 | 33 | 39 | 72  |
| J.P. Parise     | Minnesota North Stars | 74 | 24 | 48 | 72  |
| Gordie Howe     | Detroit Red Wings     | 76 | 31 | 40 | 71  |
| Frank Mahovlich | Detroit Red Wings     | 74 | 38 | 32 | 70  |

## Slutspelet 1970
8 lag gör upp om Stanley Cup-bucklan, matchserierna avgjordes det i bäst av sju matcher.
|  | Kvartsfinaler         | Kvartsfinaler       |                     |   | Semifinaler | Semifinaler |  |  | Final | Final |
|  |                       |                     |                     |   |             |             |  |  |       |       |
|  |                       |                     |                     |   |             |             |  |  |       |       |
|  |                       |                     |                     |   |             |             |  |  |       |       |
|  | Chicago Black Hawks   | 4                   |                     |   |             |             |  |  |       |       |
|  | Chicago Black Hawks   | 4                   |                     |   |             |             |  |  |       |       |
|  | Detroit Red Wings     | 0                   |                     |   |             |             |  |  |       |       |
|  | Detroit Red Wings     | 0                   | Chicago Black Hawks | 0 |             |             |  |  |       |       |
|  |                       |                     | Chicago Black Hawks | 0 |             |             |  |  |       |       |
|  |                       | Boston Bruins       | 4                   |   |             |             |  |  |       |       |
|  | Boston Bruins         | Boston Bruins       | 4                   | 4 |             |             |  |  |       |       |
|  | Boston Bruins         |                     |                     | 4 |             |             |  |  |       |       |
|  | New York Rangers      | 2                   |                     |   |             |             |  |  |       |       |
|  | New York Rangers      | 2                   | Boston Bruins       | 4 |             |             |  |  |       |       |
|  |                       |                     | Boston Bruins       | 4 |             |             |  |  |       |       |
|  |                       | St. Louis Blues     | 0                   |   |             |             |  |  |       |       |
|  | St. Louis Blues       | St. Louis Blues     | 0                   | 4 |             |             |  |  |       |       |
|  | St. Louis Blues       |                     |                     | 4 |             |             |  |  |       |       |
|  | Minnesota North Stars | 2                   |                     |   |             |             |  |  |       |       |
|  | Minnesota North Stars | 2                   | St. Louis Blues     | 4 |             |             |  |  |       |       |
|  |                       |                     | St. Louis Blues     | 4 |             |             |  |  |       |       |
|  |                       | Pittsburgh Penguins | 2                   |   |             |             |  |  |       |       |
|  | Pittsburgh Penguins   | Pittsburgh Penguins | 2                   | 4 |             |             |  |  |       |       |
|  | Pittsburgh Penguins   |                     |                     | 4 |             |             |  |  |       |       |
|  | Oakland Seals         | 0                   |                     |   |             |             |  |  |       |       |
|  | Oakland Seals         | 0                   |                     |   |             |             |  |  |       |       |

Kvartsfinaler
Chicago Black Hawks vs. Detroit Red Wings
| Datum    | Hemma               | Mål | Borta               | Mål |
| -------- | ------------------- | --- | ------------------- | --- |
| 8 april  | Chicago Black Hawks | 4   | Detroit Red Wings   | 2   |
| 9 april  | Chicago Black Hawks | 4   | Detroit Red Wings   | 2   |
| 11 april | Detroit Red Wings   | 2   | Chicago Black Hawks | 4   |
| 12 april | Detroit Red Wings   | 2   | Chicago Black Hawks | 4   |

Chicago Black Hawks vann kvartsfinalserien med 4-0 i matcher
Boston Bruins vs. New York Rangers
| Datum    | Hemma            | Mål | Borta            | Mål |
| -------- | ---------------- | --- | ---------------- | --- |
| 8 april  | Boston Bruins    | 8   | New York Rangers | 2   |
| 9 april  | Boston Bruins    | 5   | New York Rangers | 3   |
| 11 april | New York Rangers | 4   | Boston Bruins    | 3   |
| 12 april | New York Rangers | 4   | Boston Bruins    | 2   |
| 14 april | Boston Bruins    | 3   | New York Rangers | 2   |
| 16 april | New York Rangers | 1   | Boston Bruins    | 4   |

Boston Bruins vann kvartsfinalserien med 4-2 i matcher
St Louis Blues vs. Minnesota North Stars
| Datum    | Hemma                 | Mål | Borta                 | Mål |
| -------- | --------------------- | --- | --------------------- | --- |
| 8 april  | St Louis Blues        | 6   | Minnesota North Stars | 2   |
| 9 april  | St Louis Blues        | 2   | Minnesota North Stars | 1   |
| 11 april | Minnesota North Stars | 4   | St Louis Blues        | 2   |
| 12 april | Minnesota North Stars | 4   | St Louis Blues        | 0   |
| 14 april | St Louis Blues        | 6   | Minnesota North Stars | 3   |
| 16 april | Minnesota North Stars | 2   | St Louis Blues        | 4   |

St Louis Blues vann kvartsfinalserien med 4-2 i matcher
Pittsburgh Penguins vs. Oakland Seals
| Datum    | Hemma               | Mål | Borta               | Mål | Not      |
| -------- | ------------------- | --- | ------------------- | --- | -------- |
| 8 april  | Pittsburgh Penguins | 2   | Oakland Seals       | 1   |          |
| 9 april  | Pittsburgh Penguins | 3   | Oakland Seals       | 1   |          |
| 11 april | Oakland Seals       | 2   | Pittsburgh Penguins | 5   |          |
| 12 april | Oakland Seals       | 2   | Pittsburgh Penguins | 3   | SD 08:28 |

Pittsburgh Penguins vann kvartsfinalserien med 4-0 i matcher
Semifinaler
Chicago Black Hawks vs. Boston Bruins
| Datum    | Hemma               | Mål | Borta               | Mål |
| -------- | ------------------- | --- | ------------------- | --- |
| 19 april | Chicago Black Hawks | 3   | Boston Bruins       | 6   |
| 21 april | Chicago Black Hawks | 1   | Boston Bruins       | 4   |
| 23 april | Boston Bruins       | 5   | Chicago Black Hawks | 2   |
| 26 april | Boston Bruins       | 5   | Chicago Black Hawks | 4   |

Boston Bruins vann semifinalserien med 4-0 i matcher
St Louis Blues vs. Pittsburgh Penguins
| Datum    | Hemma               | Mål | Borta               | Mål |
| -------- | ------------------- | --- | ------------------- | --- |
| 19 april | St Louis Blues      | 3   | Pittsburgh Penguins | 1   |
| 21 april | St Louis Blues      | 4   | Pittsburgh Penguins | 1   |
| 23 april | Pittsburgh Penguins | 3   | St Louis Blues      | 2   |
| 26 april | Pittsburgh Penguins | 2   | St Louis Blues      | 1   |
| 28 april | St Louis Blues      | 5   | Pittsburgh Penguins | 0   |
| 30 april | Pittsburgh Penguins | 3   | St Louis Blues      | 4   |

St Louis Blues vann semifinalserien med 4-2 i matcher

## Stanley Cup-final
St Louis Blues vs. Boston Bruins
| Datum  | Hemma          | Mål | Borta          | Mål | Arena                      | Not      |
| ------ | -------------- | --- | -------------- | --- | -------------------------- | -------- |
| 3 maj  | St Louis Blues | 1   | Boston Bruins  | 6   | St. Louis Arena, St. Louis |          |
| 5 maj  | St Louis Blues | 2   | Boston Bruins  | 6   | St. Louis Arena, St. Louis |          |
| 7 maj  | Boston Bruins  | 4   | St Louis Blues | 1   | Boston Garden, Boston      |          |
| 10 maj | Boston Bruins  | 4   | St Louis Blues | 3   | Boston Garden, Boston      | SD 00:40 |

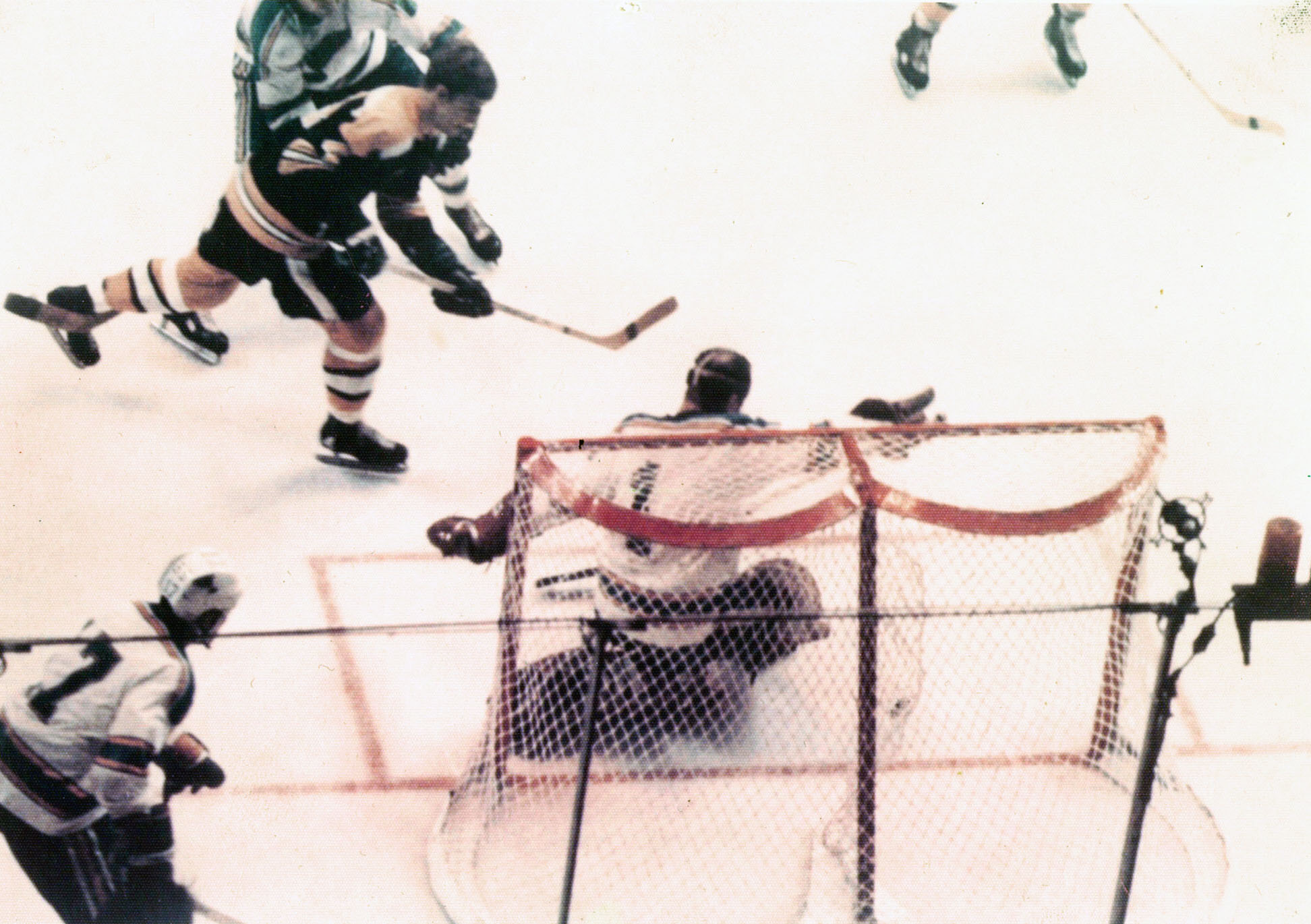
Bobby Orr framför motståndarnas mål i finalen.

Boston Bruins vann finalserien med 4-0 i matcher

## NHL awards
| 1969–70 NHL awards              | 1969–70 NHL awards                 |
| ------------------------------- | ---------------------------------- |
| Prince of Wales Trophy:         | Chicago Black Hawks                |
| Clarence S. Campbell Bowl:      | St. Louis Blues                    |
| Art Ross Memorial Trophy:       | Bobby Orr, Boston Bruins           |
| Bill Masterton Memorial Trophy: | Pit Martin, Chicago Black Hawks    |
| Calder Memorial Trophy:         | Tony Esposito, Chicago Black Hawks |
| Conn Smythe Trophy:             | Bobby Orr, Boston Bruins           |
| Hart Memorial Trophy:           | Bobby Orr, Boston Bruins           |
| James Norris Memorial Trophy:   | Bobby Orr, Boston Bruins           |
| Lady Byng Memorial Trophy:      | Phil Goyette, St. Louis Blues      |
| NHL Plus/Minus Award:           | Bobby Orr, Boston Bruins           |
| Vezina Trophy:                  | Tony Esposito, Chicago Black Hawks |
| Lester Patrick Trophy:          | Edward W. Shore, James C. V. Hendy |

## All-Star 1969/70
| Första laget                       | Position | Andra laget                            |
| ---------------------------------- | -------- | -------------------------------------- |
| Tony Esposito, Chicago Black Hawks | M        | Ed Giacomin, New York Rangers          |
| Bobby Orr, Boston Bruins           | B        | Carl Brewer, Detroit Red Wings         |
| Brad Park, New York Rangers        | B        | Jacques Laperrière, Montreal Canadiens |
| Phil Esposito, Boston Bruins       | C        | Stan Mikita, Chicago Black Hawks       |
| Gordie Howe, Detroit Red Wings     | HF       | John McKenzie, Boston Bruins           |
| Bobby Hull, Chicago Black Hawks    | VF       | Frank Mahovlich, Detroit Red Wings     |